# نيهون غيرياكو
نيهون غيرياكو (باليابانية: 日本紀略) هو كتاب تاريخ ياباني ألف في فترة هييآن من التاريخ الياباني (794 - 1185) حيث يؤرخ هذا الكتاب حتى فترة حكم الإمبراطور غو إيتشي جو، أو الفترة التي تتراوح من فترة الأساطير الإلهية إلى حوالي عام 1036. يتألف الكتاب من 34 جزء.